# Новомусино (Шарлицький район)
Новому́сино (рос. Новомусино) — село у складі Шарлицького району Оренбурзької області, Росія.

## Населення
Населення — 812 осіб (2010; 1028 у 2002).
Національний склад (станом на 2002 рік):
- татари — 98 %